# San Gerardo Maiella (titolo cardinalizio)
San Gerardo Maiella (in latino: Titulus Sancti Gerardi Maiella) è un titolo cardinalizio istituito da papa Giovanni Paolo II il 26 novembre 1994. Il titolo insiste sulla chiesa di San Gerardo Maiella, sita nel quartiere Prenestino-Labicano e sede parrocchiale dal 20 aprile 1978.
Dal 24 novembre 2012 il titolare è il cardinale Rubén Salazar Gómez, arcivescovo emerito di Bogotà.

## Titolari
- Kazimierz Świątek (26 novembre 1994 - 21 luglio 2011 deceduto)
- Rubén Salazar Gómez, dal 24 novembre 2012